# Kawasaki Ki-60
Kawasaki Ki-60 (яп. キ60) — проєкт одномоторного винищувача-перехоплювача Імперської армії Японії періоду Другої світової війни.

## Історія створення
Під час переговорів з фірмою Daimler-Benz про придбання ліцензії на виготовлення двигуна водяного охолодження Daimler-Benz DB 601 фірмі Kawasaki вдалось переконати штаб ВПС Імперської армії Японії на виготовлення винищувача під цей двигун. В результаті в лютому 1940 року було видане замовлення на виготовлення важкого винищувача-перехоплювача Ki-60 та легкого багатоцільового винищувача Kawasaki Ki-61. У вимогах до Ki-60 керівництво дозволило пожертвувати радіусом дії та маневреністю заради швидкості набору висоти та озброєння.
Літак Ki-60 був спроєктований під керівництвом конструкторів Такео Дої та Сін Овада. Це був аеродинамічно чистий низькоплан з 12-ти циліндровим двигуном Daimler-Benz DB 601A (1150 к.с. при зльоті), який приводив в дію трилопасний металевий гвинт сталого кроку. Літак був озброєний двома 20-мм гарматами Mauser MG 151 (імпортованими з Німеччини), розташованими в крилах, та двома синхронними 12,7-мм кулеметами Ho-103.
Перший взірець був готовий у березні 1941 року. Конструкція була в цілому вдала, але літак мав велике навантаження на крило, і як наслідок, велику посадкову швидкість. Максимальна швидкість при цьому становила 550 км/г замість замовлених 600 км/г. Тому на другому взірці збільшили площу крила, капот мав більш згладжені форми. Швидкість виросла до 560 км/г, а маневреність покращилась.
Та третьому та четвертому прототипах встановили ще більш згладжений капот, а гармати замінили двома 12,7-мм кулеметами Ho-103. Незважаючи на доопрацювання, швидкість виросла тільки до 570 км/г. Тому в серію запустили Ki-61.

## Тактико-технічні характеристики

### Технічні характеристики
- Екіпаж: 1 чоловік
- Довжина: 8,47 м
- Висота: 3,7 м
- Розмах крила: 10,5 м
- Площа крила: 16,20 м ²
- Маса порожнього: 2 150 кг
- Маса спорядженого: 2 750 кг
- Навантаження на крило: 169,8 кг/м ²
- Двигун: 1 х Daimler-Benz DB 601A
- Потужність: 1 100 к. с.
- Питома потужність: 2,4 кг/к.с.

### Льотні характеристики
- Максимальна швидкість: 560 км/г
- Практична стеля: 10 800 м
- Швидкість підйому на висоту 5 000 м за 8 хв.

### Озброєння
- Гарматне:
  - 2 х 20-мм гармати MG 151 або 2 х 12,7-мм кулемети Ho-103
- Кулеметне:
  - 2 × 12,7-мм кулемети Ho-103